# Penkensee
Der Penkensee (slowenisch Rupratov bajer (birt)) ist ein kleiner See im Kärntner Keutschacher Seental südlich des Wörthersees.
Der Penkensee befindet sich in einer flachen Senke an der Nordseite des Sattnitzzuges. Er liegt in 620 m Seehöhe. Es handelt sich bei ihm um ein teichartiges seichtes Gewässer mit einer Fläche von 5,16 Hektar; davon ist nur ein Viertel freie Wasserfläche, der Großteil ist von Schilf und Binsen bewachsen.
Das Seewasser ist, bedingt durch die Huminsäuren aus den umliegenden vermoorten Verlandungsgebieten, bräunlich. Es weist einen geringen Phosphorgehalt (10 mg/m³) auf. Dadurch hat der See einen geringen Gehalt an Phytoplankton.
Der Penkensee wird durch einen kleinen Wiesenbach sowie durch Grundwasser gespeist. Der Abfluss erfolgt durch einen kleinen Bach gegen Norden, der in den Hafnersee mündet.
Der See liegt im Landschaftsschutzgebiet Keutschacher-See-Tal und auf dem Gebiet der Marktgemeinde Schiefling am Wörthersee.

## Belege
1. ↑  V. Wieser, Vinko, B. Preisig, J. Pack: Kotmara vas: Horni Kompánj, Konják in Hudár : slovenska ledinska, krajinska in hišna imena/Köttmannsdorf: Horni Kompánj, Konják in Hudár : slowenische Flur-, Gebiets- und Hofnamen (Kartenmaterial), Hg. SPD Gorjanci, 2008; https://www.gorjanci.at/
2. 1 2 3  Hans Sampl: Seen und Teiche des Keutschacher Seentals. In: Bettina Golob, Helmut Zwander (Hrsg.): Die Sattnitz. Konglomerat der Natur im Süden Kärntens. Naturwissenschaftlicher Verein für Kärnten, Klagenfurt 2006, ISBN 3-85328-041-2, S. 29–44.